# Omicron2 Cancri
Título a ser usado para criar uma ligação interna é Omicron2 Cancri.
Omicron2 Cancri (63 Cancri) é uma estrela na direção da constelação de Cancer. Possui uma ascensão reta de 08h 57m 35.16s e uma declinação de +15° 34′ 52.4″. Sua magnitude aparente é igual a 5.68. Considerando sua distância de 161 anos-luz em relação à Terra, sua magnitude absoluta é igual a 2.22. Pertence à classe espectral F0IV.